# Κ

Kappa en una letra capital del Etymologicum Magnum (1499).

Kappa o cappa (en mayúscula Κ, en minúscula κ [cursiva ϰ]; llamada en griego antiguo κάππα káppa /káp.pa/, en griego moderno κάπ(π)α káp(p)a /ˈka.pa/) es la décima letra del alfabeto griego.
En el sistema de numeración griega tiene un valor de 20 (Κʹ).

## Historia

### Variantes epigráficas
En las fuentes epigráficas arcaicas aparecen las siguientes variantes:

## Uso
Kappa se usa en griego para el mismo sonido que su equivalente latina, la ka, pero en este idioma es más usada ya que no redunda con C y Q como en el alfabeto latino.

### Como símbolo
- {\displaystyle \kappa } representa:
  - la constante de Von Kármán, que describe el perfil de velocidad del flujo turbulento
  - la curva kappa, una curva algebraica bidimensional
  - el número de condición de una matriz en análisis numérico
  - la conectividad de un grafo en teoría de grafos
  - la curvatura
  - constante dieléctrica {\displaystyle (\varepsilon /\varepsilon _{0})}
  - conductividad térmica (normalmente un latín en minúsculas {\displaystyle k})
  - conductividad eléctrica de una solución
  - difusividad térmica
  - una constante de resorte (normalmente en minúsculas en latín {\displaystyle k})
  - el coeficiente de dilatación adiabática en termodinámica (generalmente 𝛾)
  - el receptor por el que las dinorfinas tienen mayor afinidad en farmacología

## Unicode
- Griego

| Carácter      | Κ                          | Κ                          | κ                        | κ                        | ϰ                  | ϰ                  | Ⲕ                          | Ⲕ                          | ⲕ                        | ⲕ                        |
| ------------- | -------------------------- | -------------------------- | ------------------------ | ------------------------ | ------------------ | ------------------ | -------------------------- | -------------------------- | ------------------------ | ------------------------ |
| Unicode       | GREEK CAPITAL LETTER KAPPA | GREEK CAPITAL LETTER KAPPA | GREEK SMALL LETTER KAPPA | GREEK SMALL LETTER KAPPA | GREEK KAPPA SYMBOL | GREEK KAPPA SYMBOL | COPTIC CAPITAL LETTER KAPA | COPTIC CAPITAL LETTER KAPA | COPTIC SMALL LETTER KAPA | COPTIC SMALL LETTER KAPA |
| Codificación  | decimal                    | hex                        | decimal                  | hex                      | decimal            | hex                | decimal                    | hex                        | decimal                  | hex                      |
| Unicode       | 922                        | U+039A                     | 954                      | U+03BA                   | 1008               | U+03F0             | 11412                      | U+2C94                     | 11413                    | U+2C95                   |
| UTF-8         | 206 154                    | CE 9A                      | 206 186                  | CE BA                    | 207 176            | CF B0              | 226 178 148                | E2 B2 94                   | 226 178 149              | E2 B2 95                 |
| Ref. numérica | &#922;                     | &#x39A;                    | &#954;                   | &#x3BA;                  | &#1008;            | &#x3F0;            | &#11412;                   | &#x2C94;                   | &#11413;                 | &#x2C95;                 |
| Ref. entidad  | &Kappa;                    | &Kappa;                    | &kappa;                  | &kappa;                  |                    |                    |                            |                            |                          |                          |
| DOS Greek     | 137                        | 89                         | 161                      | A1                       |                    |                    |                            |                            |                          |                          |
| DOS Greek-2   | 181                        | B5                         | 228                      | E4                       |                    |                    |                            |                            |                          |                          |
| Windows 1253  | 202                        | CA                         | 234                      | EA                       |                    |                    |                            |                            |                          |                          |
| TeX           |                            |                            | \kappa                   | \kappa                   |                    |                    |                            |                            |                          |                          |

- Matemáticas

| Carácter      | 𝚱                               | 𝚱                               | 𝛋                             | 𝛋                             | 𝛞                              | 𝛞                              | 𝛫                                 | 𝛫                                 | 𝜅                               | 𝜅                               |
| ------------- | ------------------------------- | ------------------------------- | ----------------------------- | ----------------------------- | ------------------------------ | ------------------------------ | --------------------------------- | --------------------------------- | ------------------------------- | ------------------------------- |
| Unicode       | MATHEMATICAL BOLD CAPITAL KAPPA | MATHEMATICAL BOLD CAPITAL KAPPA | MATHEMATICAL BOLD SMALL KAPPA | MATHEMATICAL BOLD SMALL KAPPA | MATHEMATICAL BOLD KAPPA SYMBOL | MATHEMATICAL BOLD KAPPA SYMBOL | MATHEMATICAL ITALIC CAPITAL KAPPA | MATHEMATICAL ITALIC CAPITAL KAPPA | MATHEMATICAL ITALIC SMALL KAPPA | MATHEMATICAL ITALIC SMALL KAPPA |
| Codificación  | decimal                         | hex                             | decimal                       | hex                           | decimal                        | hex                            | decimal                           | hex                               | decimal                         | hex                             |
| Unicode       | 120497                          | U+1D6B1                         | 120523                        | U+1D6CB                       | 120542                         | U+1D6DE                        | 120555                            | U+1D6EB                           | 120581                          | U+1D705                         |
| UTF-8         | 240 157 154 177                 | F0 9D 9A B1                     | 240 157 155 139               | F0 9D 9B 8B                   | 240 157 155 158                | F0 9D 9B 9E                    | 240 157 155 171                   | F0 9D 9B AB                       | 240 157 156 133                 | F0 9D 9C 85                     |
| Ref. numérica | &#120497;                       | &#x1D6B1;                       | &#120523;                     | &#x1D6CB;                     | &#120542;                      | &#x1D6DE;                      | &#120555;                         | &#x1D6EB;                         | &#120581;                       | &#x1D705;                       |

| Carácter      | 𝜘                                | 𝜘                                | 𝜥                                      | 𝜥                                      | 𝜿                                    | 𝜿                                    | 𝝒                                     | 𝝒                                     | 𝝟                                          | 𝝟                                          |
| ------------- | -------------------------------- | -------------------------------- | -------------------------------------- | -------------------------------------- | ------------------------------------ | ------------------------------------ | ------------------------------------- | ------------------------------------- | ------------------------------------------ | ------------------------------------------ |
| Unicode       | MATHEMATICAL ITALIC KAPPA SYMBOL | MATHEMATICAL ITALIC KAPPA SYMBOL | MATHEMATICAL BOLD ITALIC CAPITAL KAPPA | MATHEMATICAL BOLD ITALIC CAPITAL KAPPA | MATHEMATICAL BOLD ITALIC SMALL KAPPA | MATHEMATICAL BOLD ITALIC SMALL KAPPA | MATHEMATICAL BOLD ITALIC KAPPA SYMBOL | MATHEMATICAL BOLD ITALIC KAPPA SYMBOL | MATHEMATICAL SANS-SERIF BOLD CAPITAL KAPPA | MATHEMATICAL SANS-SERIF BOLD CAPITAL KAPPA |
| Codificación  | decimal                          | hex                              | decimal                                | hex                                    | decimal                              | hex                                  | decimal                               | hex                                   | decimal                                    | hex                                        |
| Unicode       | 120600                           | U+1D718                          | 120613                                 | U+1D725                                | 120639                               | U+1D73F                              | 120658                                | U+1D752                               | 120671                                     | U+1D75F                                    |
| UTF-8         | 240 157 156 152                  | F0 9D 9C 98                      | 240 157 156 165                        | F0 9D 9C A5                            | 240 157 156 191                      | F0 9D 9C BF                          | 240 157 157 146                       | F0 9D 9D 92                           | 240 157 157 159                            | F0 9D 9D 9F                                |
| Ref. numérica | &#120600;                        | &#x1D718;                        | &#120613;                              | &#x1D725;                              | &#120639;                            | &#x1D73F;                            | &#120658;                             | &#x1D752;                             | &#120671;                                  | &#x1D75F;                                  |

| Carácter      | 𝝹                                        | 𝝹                                        | 𝞌                                         | 𝞌                                         | 𝞙                                                 | 𝞙                                                 | 𝞳                                               | 𝞳                                               | 𝟆                                                | 𝟆                                                |
| ------------- | ---------------------------------------- | ---------------------------------------- | ----------------------------------------- | ----------------------------------------- | ------------------------------------------------- | ------------------------------------------------- | ----------------------------------------------- | ----------------------------------------------- | ------------------------------------------------ | ------------------------------------------------ |
| Unicode       | MATHEMATICAL SANS-SERIF BOLD SMALL KAPPA | MATHEMATICAL SANS-SERIF BOLD SMALL KAPPA | MATHEMATICAL SANS-SERIF BOLD KAPPA SYMBOL | MATHEMATICAL SANS-SERIF BOLD KAPPA SYMBOL | MATHEMATICAL SANS-SERIF BOLD ITALIC CAPITAL KAPPA | MATHEMATICAL SANS-SERIF BOLD ITALIC CAPITAL KAPPA | MATHEMATICAL SANS-SERIF BOLD ITALIC SMALL KAPPA | MATHEMATICAL SANS-SERIF BOLD ITALIC SMALL KAPPA | MATHEMATICAL SANS-SERIF BOLD ITALIC KAPPA SYMBOL | MATHEMATICAL SANS-SERIF BOLD ITALIC KAPPA SYMBOL |
| Codificación  | decimal                                  | hex                                      | decimal                                   | hex                                       | decimal                                           | hex                                               | decimal                                         | hex                                             | decimal                                          | hex                                              |
| Unicode       | 120697                                   | U+1D779                                  | 120716                                    | U+1D78C                                   | 120729                                            | U+1D799                                           | 120755                                          | U+1D7B3                                         | 120774                                           | U+1D7C6                                          |
| UTF-8         | 240 157 157 185                          | F0 9D 9D B9                              | 240 157 158 140                           | F0 9D 9E 8C                               | 240 157 158 153                                   | F0 9D 9E 99                                       | 240 157 158 179                                 | F0 9D 9E B3                                     | 240 157 159 134                                  | F0 9D 9F 86                                      |
| Ref. numérica | &#120697;                                | &#x1D779;                                | &#120716;                                 | &#x1D78C;                                 | &#120729;                                         | &#x1D799;                                         | &#120755;                                       | &#x1D7B3;                                       | &#120774;                                        | &#x1D7C6;                                        |